# Мисийцы (Софокл)
«Мисийцы» (др.-греч. Μυσοί) — трагедия древнегреческого драматурга V века до н. э. Софокла, текст которой практически полностью утрачен.
Центральный персонаж трагедии — Телеф, сын Геракла и царь Мисии. Неясно, какие именно события Софокл показал в пьесе: это могли быть воцарение Телефа или его выступление против ахейцев, спутавших Мисию с Троадой. Аргументом в пользу первой гипотезы может считаться упоминание «Мисийцев» Аристотелем в связи с переселением Телефа в Малую Азию. Известно, что в этой пьесе Телеф отвечал молчанием на все обращённые к нему вопросы, и такое его поведение вошло в пословицу.
«Мисийцы» могли быть первой частью трилогии, в которую входили «Алеады» и «Телеф».